# Transformers: EarthSpark
Transformers: EarthSpark, è una serie animata realizzata in grafica computerizzata e alta definizione per bambini sul franchise Transformers e viene sviluppato da Dale Malinowski, Ant Ward e Nicole Dubuc per il servizio di streaming Paramount+ e la rete via cavo gemella Nickelodeon.

## Trama
Quindici anni dopo la distruzione del ponte spaziale per il pianeta Cybertron, che pose fine alla guerra civile tra gli Autobot e i Decepticon, la famiglia Malto si trasferisce da Filadelfia alla piccola città di Witwicky, Pennsylvania. Lì, i fratelli e sorelle Robby e Mo Malto assistono alla nascita di una nuova razza di Transformers nati sul pianeta Terra chiamati i Terran, che si legano emotivamente ai due tramite speciali cyber-maniche sulle loro braccia. Ora adottati dalla famiglia e istruiti dall'Autobot Bumblebee, i Terran lavorano con gli Autobot, Megatron (l'ex leader dei Decepticon), l'organizzazione G.H.O.S.T. e i bambini per proteggere la loro nuova vita dai rimanenti Decepticon da nemici crudeli e gli altri cattivi (tra cui il Dr. Meridian, alias Mandroid) mentre trovano il loro posto nell'intero mondo.
La seconda stagione inizia un anno dopo la morte del malvagio Mandroid. Un gruppo di Decepticon guidati dall'infido e crudele Starscream si ribella qualche tempo dopo la frantumazione dell'Emberstone. Spetta ai Terran, agli Autobot, agli umani e ai Decepticon dalla loro parte (vale a dire Megatron) raccogliere i frammenti prima che lo facciano i Decepticon che si sono schierati con Starscream. Ciò porta alla creazione dei Chaos Terran e alla scoperta di alcuni segreti su Witwicky stesso. La terza stagione inizia esattamente dove si era interrotta la seconda. La posta in gioco aumenta quando i Quintessenziali si intromettono e minacciano la famiglia Malto e la Terra.

## Personaggi e doppiatori
| Personaggio               | Doppiatore originale | Doppiatore italiano |       |       |       |       |       |
| Umani                     | Umani                | Umani               | Umani | Umani | Umani | Umani | Umani |
| ------------------------- | -------------------- | ------------------- | ----- | ----- | ----- | ----- | ----- |
| Robby Malto               | Sydney Mikayla       | Giulio Bartolomei   |       |       |       |       |       |
| Morgan Violet "Mo" Malto  | Zion Broadnax        | Tiziana Martello    |       |       |       |       |       |
| Dorothy "Dot" Malto       | Benni Latham         |                     |       |       |       |       |       |
| Dr. Alex Malto            | Jon Jon Briones      | Emiliano Reggente   |       |       |       |       |       |
| Dr. Meridian / Mandroid   | Diedrich Bader       | Saverio Indrio      |       |       |       |       |       |
| Karen Croft               | Kari Wahlgren        |                     |       |       |       |       |       |
| Jon "No H" Schloder       | Marc Evan Jackson    |                     |       |       |       |       |       |
| Bala                      | Krizia Bajos         |                     |       |       |       |       |       |
| Bagheri                   | Kathreen Khavari     |                     |       |       |       |       |       |
| Kwan                      | Sherry Cola          |                     |       |       |       |       |       |
| Conway                    | Jason Marsden        |                     |       |       |       |       |       |
| Rosato                    | Kaitlyn Robrock      |                     |       |       |       |       |       |
| Mr. Smelt                 | Daran Norris         |                     |       |       |       |       |       |
| Fairmaestro               | Richard Ayoade       |                     |       |       |       |       |       |
| Terran                    |                      |                     |       |       |       |       |       |
| Twitch Malto              | Kathreen Khavari     | Irene Trotta        |       |       |       |       |       |
| Thrash Malto              | Zeno Robinson        | Matteo Garofalo     |       |       |       |       |       |
| Hashtag Malto             | Stephanie Lemelin    | Serena Sigismondo   |       |       |       |       |       |
| Jawbreaker Malto          | Cyrus Arnold         | Mattia Billi        |       |       |       |       |       |
| Nightshade Malto          | Z Infante            | Lorenzo Crisci      |       |       |       |       |       |
| Aftermath                 | Flea                 |                     |       |       |       |       |       |
| Spitfire                  | Zelda Williams       |                     |       |       |       |       |       |
| Terratronus               | Claudia Black        |                     |       |       |       |       |       |
| Autobot                   |                      |                     |       |       |       |       |       |
| Optimus Prime             | Alan Tudyk           | Alberto Angrisano   |       |       |       |       |       |
| Bumblebee                 | Danny Pudi           | Davide Garbolino    |       |       |       |       |       |
| Elita-1                   | Cissy Jones          | Antonella Baldini   |       |       |       |       |       |
| Wheeljack                 | Michael T. Downey    |                     |       |       |       |       |       |
| Arcee                     | Martha Marion        |                     |       |       |       |       |       |
| Grimlock                  | Keith David          |                     |       |       |       |       |       |
| Cosmos                    | "Weird Al" Yankovic  |                     |       |       |       |       |       |
| Prowl                     | Eric Bauza           |                     |       |       |       |       |       |
| Decepticon                |                      |                     |       |       |       |       |       |
| Megatron                  | Rory McCann          | Dario Oppido        |       |       |       |       |       |
| Starscream                | Steve Blum           |                     |       |       |       |       |       |
| Tarantulas                | Alfie Allen          |                     |       |       |       |       |       |
| Soundwave                 | Sean Kenin           | Marco Balbi         |       |       |       |       |       |
| Shockwave                 | Troy Baker           |                     |       |       |       |       |       |
| Swindle                   | Nolan North          | Stefano Brusa       |       |       |       |       |       |
| Hardtop                   | Nolan North          |                     |       |       |       |       |       |
| Skywarp                   | Nicole Dubuc         |                     |       |       |       |       |       |
| Nova Storm                | Nicole Dubuc         |                     |       |       |       |       |       |
| Breakdown                 | Roger Craig Smith    |                     |       |       |       |       |       |
| Quintessenziali           |                      |                     |       |       |       |       |       |
| Giudice Quintessenziano   | Betsy Sodaro         |                     |       |       |       |       |       |
| Esecutore Quintessenziano | Fred Tatasciore      |                     |       |       |       |       |       |
| Isabel / Izzy             | Siena Agudong        |                     |       |       |       |       |       |
| Blitzwave                 | Nolan North          |                     |       |       |       |       |       |
| Razor-Fin                 | Steve Blum           |                     |       |       |       |       |       |
| Altri personaggi          |                      |                     |       |       |       |       |       |
| Quintus Prime             | Clancy Brown         |                     |       |       |       |       |       |
| V.A.L.                    | Cissy Jones          |                     |       |       |       |       |       |

## Episodi

### Prima stagione
| N° | Titolo originale         | Titolo italiano                       | Pubblicazione    |
| -- | ------------------------ | ------------------------------------- | ---------------- |
| 1  | Secret Legacy: Part 1    | Eredità segreta (prima parte)         | 11 novembre 2022 |
| 2  | Secret Legacy: Part 2    | Eredità segreta (seconda parte)       | 11 novembre 2022 |
| 3  | Moo-ving In              | Muuu-tamento                          | 11 novembre 2022 |
| 4  | House Rules              | Le regole della casa                  | 11 novembre 2022 |
| 5  | Classified               | Informazioni riservate                | 11 novembre 2022 |
| 6  | Traditions               | Tradizioni                            | 11 novembre 2022 |
| 7  | Friends and Family       | Amici e famiglia                      | 11 novembre 2022 |
| 8  | Decoy                    | L'esca                                | 11 novembre 2022 |
| 9  | Age of Evolution: Part 1 | L'era dell'evoluzione (prima parte)   | 11 novembre 2022 |
| 10 | Age of Evolution: Part 2 | L'era dell'evoluzione (seconda parte) | 11 novembre 2022 |
| 11 | Hashtag: Oops            | La trasformazione di Hashtag          | 3 marzo 2023     |
| 12 | Outtakes                 | Scene tagliate                        | 3 marzo 2023     |
| 13 | Missed Connection        | Collegamento mancante                 | 3 marzo 2023     |
| 14 | Security Protocols       | Protocolli di sicurezza               | 3 marzo 2023     |
| 15 | Bear Necessities         | Soccorso all'orso                     | 3 marzo 2023     |
| 16 | Warzone                  | Zona di guerra                        | 3 marzo 2023     |
| 17 | Home: Part 1             | Casa (prima parte)                    | 3 marzo 2023     |
| 18 | Home: Part 2             | Casa (seconda parte)                  | 3 marzo 2023     |
| 19 | A Stygi Situation        | Dinobot                               | 28 luglio 2023   |
| 20 | Disarmed                 | Disattivati                           | 28 luglio 2023   |
| 21 | What Dwells Within       | Il divoratore                         | 28 luglio 2023   |
| 22 | Prime Time               | Il tempo di Prime                     | 28 luglio 2023   |
| 23 | Stowed Away, Stowaways   | Infiltrati                            | 28 luglio 2023   |
| 24 | The Battle of Witwicky   | La battaglia di Witwicky              | 28 luglio 2023   |
| 25 | The Last Hope: Part 1    | L'ultima speranza (prima parte)       | 28 luglio 2023   |
| 26 | The Last Hope: Part 2    | L'ultima speranza (seconda parte)     | 28 luglio 2023   |

### Seconda stagione
| N° | Titolo originale        | Titolo italiano          | Pubblicazione |
| -- | ----------------------- | ------------------------ | ------------- |
| 27 | Aftermath               | Aftermath                | 7 giugno 2024 |
| 28 | In Ruins                | Le rovine di Witwicky    | 7 giugno 2024 |
| 29 | Control Alt Delete      | Control Alt Canc         | 7 giugno 2024 |
| 30 | The Butterfly Effect    | Farfalle nello stomaco   | 7 giugno 2024 |
| 31 | Togetherness            | Emozioni condivise       | 7 giugno 2024 |
| 32 | Spitfire                | Spitfire                 | 7 giugno 2024 |
| 33 | The Imposters           | Gli impostori            | 7 giugno 2024 |
| 34 | Dude Where's My Trailer | Dov'è il mio rimorchio?  | 7 giugno 2024 |
| 35 | Witwicky: Part 1        | Witwicky (prima parte)   | 7 giugno 2024 |
| 36 | Witwicky: Part 2        | Witwicky (seconda parte) | 7 giugno 2024 |

### Terza stagione
| N° | Titolo originale             | Titolo italiano                        | Pubblicazione   |
| -- | ---------------------------- | -------------------------------------- | --------------- |
| 37 | The Need for Read            | L'ultimo fumetto                       | 25 ottobre 2024 |
| 38 | Attack of the Drive-In Movie | Attacco al drive-in                    | 25 ottobre 2024 |
| 39 | The Great Escape             | La grande fuga                         | 25 ottobre 2024 |
| 40 | No Soldier Left Behind       | Nessun soldato viene abbandonato       | 25 ottobre 2024 |
| 41 | Fire and Ice                 | Fuoco e ghiaccio                       | 25 ottobre 2024 |
| 42 | The Truth Is Out There       | La verità è là fuori                   | 25 ottobre 2024 |
| 43 | Judgment Day: Part 1         | Il giorno del giudizio (prima parte)   | 25 ottobre 2024 |
| 44 | Judgment Day: Part 2         | Il giorno del giudizio (seconda parte) | 25 ottobre 2024 |

## Videogioco
Un videogioco viene sviluppato da Tessera Studios, intitolato Transformers: EarthSpark - Expedition, è stato rivelato nel giugno 2023 dal suo editore Outright Games. Il gioco ha ricevuto un'uscita nordamericana e sudamericana il 13 ottobre 2023 per Nintendo Switch, PlayStation 4, PlayStation 5, Xbox One, Xbox Series X/S e Microsoft Windows. Un videogioco per un solo personaggio giocabile, il giocatore controlla Bumblebee e può esplorare tre biomi in un ambiente tridimensionale con l'obiettivo di sconfiggere il malvagio Mandroid. Bumblebee usa attacchi fisici e combo di attacchi per sconfiggere i nemici e migliorare le sue abilità.